# Liste des députés européens de Malte de la 10e législature

Cet article présente la liste des députés européens de Malte élus lors des élections européennes de 2024 à Malte.

## Députés européens élus en 2024
| Nom               | Parti | Parti              | Groupe parlementaire européen |
| ----------------- | ----- | ------------------ | ----------------------------- |
| Alex Agius Saliba |       | Parti travailliste | S&D                           |
| Peter Agius       |       | Parti nationaliste | PPE                           |
| Daniel Attard     |       | Parti travailliste | S&D                           |
| Thomas Bajada     |       | Parti travailliste | S&D                           |
| David Casa        |       | Parti nationaliste | PPE                           |
| Roberta Metsola   |       | Parti nationaliste | PPE                           |

## Entrants et sortants
| Entrant | Parti | Groupe | En remplacement de | Date | Motif |
| ------- | ----- | ------ | ------------------ | ---- | ----- |

## Changement d'affiliation
| Membre | Parti  | Parti   | Groupe | Groupe  | Date |
| Membre | Ancien | Nouveau | Ancien | Nouveau | Date |
| ------ | ------ | ------- | ------ | ------- | ---- |